# 영광의 길
《영광의 길》(영어: The Road to Glory)은 1936년 미국의 전쟁 영화로, 하워드 호크스 감독의 작품이다. 제1차 세계 대전이 배경이다. 프레드릭 마치, 워너 백스터, 라이어널 배리모어, 준 랭이 출연한다.

## 출연진
- 프레드릭 마치 - 마이클 데닛 중위
- 워너 백스터 - 폴 라로슈 대위
- 라이어널 배리모어 - 파파 라로슈 / 모랭 사병
- 준 랭 - 모니크 라코스트
- 그레고리 라토프 - 러시아군 병장
- 빅터 킬리언 - 키 큰 병장
- 폴 스탠턴
- 존 퀄런
- 줄리어스 태넌
- 시어도어 본엘츠
- 폴 픽스
- 레오니트 킨스키
- 조지 워링턴